# CPT-forsøg
Et CPT-forsøg (forkortelse af engelsk: cone penetration test; hollandsk: sondering) eller en tryksondering er en geoteknisk undersøgelsesmetode til måling af jords styrke. Forsøgsudstyret består af en stålsonde med konisk spids og cylinderformet kappe, som i en kontinuert bevægelse presses ned i jorden. Under nedpresningen måles løbende jordmaterialets tryk på spidsen (spidsmodstanden), dets friktion på kappen (kappemodstanden) samt poretrykket i jorden. Forsøget er meget benyttet i bygge- og anlægsbranchen, idet det i én arbejdsgang giver oplysninger om både jordens styrke og sammensætning, gerne ned til flere titals meters dybde.

## Historie
CPT-forsøget stammer fra Holland. De tidligste forsøg af denne type blev udført i 1932 i forbindelse med vejbyggeri ved Gouda af den hollandske ingeniør Pieter Barentsen, som var ansat i det statslige nederlandske vej- og vandvejsvæsen Rijkswaterstaat. Han målte jordens styrke med en konisk stålsonde, som han i begyndelsen pressede ned i jorden med sin egen kropsvægt. For også at kunne teste spidsmodstanden i fastere jordarter, som krævede større tryk og modhold, gik man snart over til at fastspænde CPT-udstyret til et nedgravet pladeformet anker, som blev dækket med 6 m3 jord. Efter Anden Verdenskrig gik man efterhånden over til at montere udstyret på en tung lastbil.
Under Anden Verdenskrig udviklede tyske geoteknikere ved forskningsinstitutionen Degebo i Berlin en metode til elektrisk måling af spidsmodstanden.
Barentsens sonde var udstyret med en cylinderformet foring, som skulle forhindre friktion på sondens sider under forsøget. En ansat ved Laboratorium voor Grondmechanica i Delft, Johan Vermeiden, forbedrede i 1948 udstyret, så jordmaterialet ikke kunne trænge ind i sonden under nedpresningen. I 1953 tilføjede H.K.S. Begemann en cylinderformet kappe lige over den koniske spids, så at man nu også kunne måle friktionen på sondens side (kappemodstanden), ved skiftevis at presse på kappen og spidsen. Denne Hollandske Sondering (Dutch Sounding Test) blev også udbredt i nabolandene, og den udføres stadig visse steder. I 1965 udviklede det hollandske firma Fugro en elektrisk CPT-sonde, der ligesom moderne sonder måler spids- og kappemodstand i en kontinuert proces, hvor man ikke længere behøvede at føre spids og kappe ned i separate trin.
I 1974 fandt to geoteknikere, nordmanden Nilmar Janbu (1921-2013) og amerikaneren John Schmertmann (f. 1928), på at udstyre den elektriske CPT-sonde med et filter, så man også kunne måle poretrykket u. Sådanne sonder kaldes piezocones, og forsøgene betegnes som CPTU-forsøg.
I de senere år er der fremkommet specialdesignede CPT-sonder, som også kan måle parametre som lydhastighed, redoxpotential, elektrisk resistivitet, magnetisk flux, pH, temperatur, samt måle sondens hældning og optage visuelle billeder.

## Udstyr og forsøg
CPT-sonden blev udviklet mens beregninger stadig næsten udelukkende blev udført i hånden, og den koniske spids har derfor en diameter på 35,7 mm, som gav spidsen det beregningsmæssigt nemme areal 10 cm2. Der bruges også 15 cm2 sonder (diameter 43,8 mm), mens den koniske spids altid har en vinkel på 60°. Længden af kappen er 133,7 mm, som giver et overfladeareal på (nemme) 150 cm2. Normalt er filteret til poretryksmåling placeret lige over keglen (betegnet U2), men der findes også sonder med filteret placeres halvvejs oppe ad keglen (U1) og oven over kappen (U3).
CPT-sonden presses under forsøget ned i jorden i en uafbrudt bevægelse med en hastighed på 2 cm pr sekund, idet der løbende skrues nye sondestænger på oppe ved apparaturet, og spidsmodstand, kappemodstand og poretryk aflæses typisk for hver cm. Den store datatæthed gør det muligt at kortlægge ganske tynde jordlag, som kan være svære at se i boringer. Omvendt kan hærdnede horisonter eller sten i jorden ødelægge CPT-sonden, eller sonden kan blive afbøjet fra lodret retning.

## Resultater
Spidsmodstanden kan i kohæsive jordarter, fx ler, omregnes til en udrænet forskydningsstyrke, mens den i friktionsjord, som sand, kan omregnes til en relativ lejringstæthed. Forholdet mellem kappe- og spidsmodstand, kaldet friktionsforholdet, kan i særlige klassifikationssystemer bruges til bestemmelse af jordarten, fx sandet ler, leret sand, silt osv.